# Decauville-Bahnen in Guatemala-Stadt
| Einweihung der Decauville-Bahn, 1899 |                     |                                        |                                        |
| Streckenlänge: | 5,6 km              |                                        |                                        |
| Spurweite: | 600 mm (Schmalspur) |                                        |                                        |
| |                     |                                        |                                        |
| \| \| \| Puente de la Penitencieria \| \| \| \| \| Boulevard del Treinta de Junio \| \| \| \| \| \| \| \| \| 0,0 \| Stadtzentrum \| Stadtzentrum \| \| \| \| Exposición Ecke Reforma und 7a Avenida[1] \| \| \| \| 5,6 \| Villa de Guadalupe \| Villa de Guadalupe \| |                     |                                        |                                        |
| Kopfbahnhof Streckenanfang (Strecke außer Betrieb) |                     | Puente de la Penitencieria             | Puente de la Penitencieria             |
| Kopfbahnhof Streckenende (Strecke außer Betrieb) |                     | Boulevard del Treinta de Junio         | Boulevard del Treinta de Junio         |
| |                     |                                        |                                        |
| Kopfbahnhof Streckenanfang (Strecke außer Betrieb) | 0,0                 | Stadtzentrum                           | Stadtzentrum                           |
| Haltepunkt / Haltestelle (Strecke außer Betrieb) |                     | Exposición Ecke Reforma und 7a Avenida | Exposición Ecke Reforma und 7a Avenida |
| Kopfbahnhof Streckenende (Strecke außer Betrieb) | 5,6                 | Villa de Guadalupe                     | Villa de Guadalupe                     |

Die Decauville-Bahnen in Guatemala-Stadt waren von Dampflokomotiven und Zugtieren gezogene Decauville-Bahnen in Guatemala-Stadt. Sie wurden von 1895 bis mindestens 1922 betrieben.

## Geschichte
Die Konzession für die erste Decauville-Bahn in Guatemala-Stadt wurde Ende 1895 durch die Regierung von José María Reina Barrios durch den Abschluss eines Vertrags an Mauricio Frary Gross vergeben. Sie verlief zwischen der Brücke der Penitencieria und dem Boulevard del Treinta de Junio.
1898 erhielt Francisco Aguirre eine Konzession der Regierung für den Betrieb einer weiteren Decauville-Bahn in Guatemala-Stadt. Die 5,6 km lange Strecke zwischen dem Stadtzentrum und der Villa de Guadalupe wurde 1899 gebaut. Präsident Estrada Cabrera und einige Gäste weihten die erste Strecke ein. Im Juni 1900 verkaufte Aguirre seine Rechte als Konzessionär an Petrona Godoy. 
Die Dampflokomotiven wurden mit Öl beheizt, das von der International Railways of Central America (IRCA) bezogen wurde. Im Jahr 1901 verkehrte die Decauville-Bahn zwischen der Strafanstalt und dem Nord-Hippodrom.
Der Generaldirektor für öffentliche Arbeiten, J. G. López Andrade, berichtete, dass 1904 alles getan wurde, um die Lokomotive und die Wagen der Decauville-Bahn in gutem Zustand zu halten. Er bestätigte, dass sie täglich für den Personenverkehr zwischen dem Stadtzentrum und der Villa de Guadalupe genutzt wurde. Darüber hinaus wurde sie gelegentlich für den Transport von Baumaterialien für die Bauarbeiten der Regierung wie dem Asilo Estrada Cabrera, der Avenida del Campo de Marte und dem Militärkrankenhaus verwendet. Die Decauville-Bahn transportierte auch Schüler und Lehrer des Hospizes in ihrer Freizeit in die Villa de Guadalupe. 1908 unterzeichnete Ricardo Sánchez einen neuen Vertrag, in dem er sich verpflichtete, den Service auf den südlichen Teil der Stadt nach Pamplona auszuweiten. Im Jahr 1916 überreichte Ricardo Sánchez dem guatemaltekischen Präsidenten Manuel José Estrada Cabrera eine Notiz, aus der hervorgeht, dass er aufgrund der wirtschaftlichen Schwierigkeiten, in die er durch die hohen Treibstoffkosten und das geringe Transportaufkommen gekommen war, den Betrieb eingestellt hat.
Im selben Jahr schlugen Richard Ivey und H. R. Wheeler der Regierung einen Vertrag über den Betrieb einer Bahn zwischen dem Stadtzentrum und La Villa de Guadalupe vor. Ivey und Wheeler beanspruchten ein exklusives und kostenloses Recht, die Decauville-Bahn 25 Jahre lang zu betreiben, und beantragten auch die steuerfreie Einfuhr von Maschinen und Geräten. Die Decauville-Bahn diente der guatemaltekischen Hauptstadt vor den Erdbeben vom 25. Dezember 1917 bis zum 24. Januar 1918,  vor allem dem Personenverkehr und gelegentlich dem Transport von Baumaterialien für staatliche Bauarbeiten. Nach dem Erdbeben wurde sie mit fliegenden Gleisen zum Abtransport des Bauschuttes verwendet, mit dem die Schlucht zwischen den beiden Hälften von Guatemala-Stadt aufgeschüttet wurde.
Am 22. Januar 1919 schlug Oberstleutnant Eduardo Anguiano im Auftrag der Empresa Nacional de Descombración dem Präsidenten Estrada Cabrera einen operativen Plan für die Entwicklung von Guatemala-Stadt vor. Anguiano hielt es für sinnvoll, Decauville-Stadtbahnlinien um das Zentrum der Stadt herum zu verlegen. 1919 wurden zwei Linien für den Betrieb der Stadtbahn im Auftrag der Empresa Nacional de Descombración verlegt. Die erste, noch unvollständige, befand sich auf der 12 Avenida und die zweite auf der 18. Straße. Anguiano plante ein weiteres Projekt für die Decauville-Bahnen, die vom ursprünglichen Plan abwichen. Er schlug inzwischen vor, anstatt zu versuchen, die Stadt zu umgeben, die Eisenbahngleise auf den Avenidas zu verlegen; die erste Linie auf der 9a Avenida, die zweite auf der 6a Avenida und die letzte auf der 3a Avenida.
Im Februar 1922 standen die Decauville-Bahnen wieder für den Personentransport zur Verfügung. Es gab werktags drei Personenzüge werktags und sonntags sogar fünf. Im Laufe der Jahre verschwanden die Decauville-Bahnen von den Straßen. Heute sind in Cerro del Carmen noch einige Schienenreste erhalten.